# ジミー・スヌーカ
ジミー・スヌーカ（Jimmy Snuka、本名：James Reiher Snuka、1943年5月18日 - 2017年1月15日）は、フィジー出身のプロレスラー。跳躍力を活かしたハイフライ・ムーヴにより、スーパーフライ（Superfly）のニックネームを持つ。日本では「飛獣」なる異名が付けられた。
娘のタミーナ・スヌーカ、養子のシム・スヌーカもプロレスラー。なお、第1次UWFに来日したジャック・スヌーカ（ココア・サモア）はジミー・スヌーカの弟を名乗ったが、日本限定の単なるギミックで血縁関係はない。

## 来歴
少年期に故郷のフィジーからハワイに移住し、ボディビルディングで活動後、1969年にジミー・ケアロハ（Jimmy Kealoha）のリングネームでデビュー。ハワイを経てアメリカ合衆国本土に渡り、太平洋岸北西部のパシフィック・ノースウエスト・レスリング（PNW）において、鍛え上げられた肉体美を持つベビーフェイスとしてキャリアを積む。1971年9月にはインディアン・ギミックのグレート・スヌーカ（Great Snuka）として日本プロレスに初来日。スニー・ウォー・クラウドとのインディアン・コンビで第2回NWAタッグ・リーグ戦に出場した（同名義では全日本プロレスにも1974年11月に参戦している）。
1972年、ラニ・ケアロハ（Lani Kealoha）と名乗り、本来の出自である南洋系のアイランダー・ギミックでAWAに登場。イワン・コロフ、ラリー・ヘニング、ラーズ・アンダーソン、ブラックジャック・ランザ、スーパースター・ビリー・グラハム、ダスティ・ローデス&ディック・マードックのテキサス・アウトローズなど、ヒールのメインイベンターと対戦した。
その後、リングネームをジミー・スヌーカ（Jimmy Snuka）に定着させ、古巣のPNWを主戦場として活動。1974年2月19日にはPNWの本拠地オレゴン州ポートランドにてジャック・ブリスコのNWA世界ヘビー級王座に挑戦、時間切れ引き分けの戦績を残す。これが飛躍につながり、以降もリッパー・コリンズ、ブル・ラモス、ワイルド・アンガス、ジェシー・ベンチュラなどとの抗争を通して、PNWのフラッグシップ・タイトルだったNWAパシフィック・ノースウエスト・ヘビー級王座を1977年まで通算6回獲得した。
1977年5月からはテキサスの東部地区に参戦。地区デビューして間もない同月20日、ヒューストンにてエル・ゴリアスからNWAテキサス・ヘビー級王座を奪取。8月16日にはダラス、翌17日にはサンアントニオにて、ハーリー・レイスが保持していたNWA世界ヘビー級王座に連続挑戦している。同地区ではフォン・エリック・ファミリーと共闘し、キャプテンUSA、アイアン・シーク、ロード・アルフレッド・ヘイズ、オックス・ベーカー、キラー・カール・クラップ、キラー・ブルックス、そして後に日本でタッグを組むこととなるブルーザー・ブロディとも対戦した。

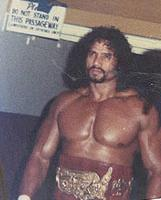
NWAミッドアトランティック時代（1981年）

1978年よりジム・クロケット・ジュニアのNWAミッドアトランティック地区を主戦場に、初期は従前と同様のベビーフェイス、後にヒールとなって活動。リック・フレアー、リッキー・スティムボートらとの抗争で一躍トップスターとなる。1979年9月1日には、12選手が参加したトーナメントの決勝においてスティムボートを破り、空位となっていたUSヘビー級王座を獲得した。タッグ戦線ではポール・オーンドーフやレイ・スティーブンスと組み、同地区認定のNWA世界タッグ王座にも戴冠。ベビーフェイス時代のオーンドーフとのタッグでは、フレアー&グレッグ・バレンタインやビッグ・ジョン・スタッド&ケン・パテラ、ヒール転向後のスティーブンスとのタッグでは、フレアー&スティムボートやマスクド・スーパースター&ブラックジャック・マリガンなどの強豪チームと対戦した。
日本では1981年5月より全日本プロレスの主力外国人となり、スティムボートとの抗争も日本マットで再現。同年6月11日にはジャンボ鶴田のUNヘビー級王座に、10月6日にはテキサスでの旧敵ブロディと組んでジャイアント馬場&鶴田のインターナショナル・タッグ王座に挑戦し、年末の世界最強タッグ決定リーグ戦ではブロディとのタッグチームでザ・ファンクスを破り優勝を果たした。しかし、12月13日の蔵前国技館での最終戦でセコンドを務め、試合に介入して優勝を援護したスタン・ハンセンがブロディと組むようになると、翌1982年4月にブロディと仲間割れ。11月2日に愛知県体育館にてブロディ対スヌーカの遺恨試合が行われたが、スヌーカがWWFに定着し全日本プロレスを離脱したため、両者の抗争アングルは立ち消えになった。スヌーカとブロディの仲間割れはタッグパートナーの代替わりを意味してのことに留まらず、スヌーカがWWFと契約したことで、それまでのように頻繁に全日本に参戦できなくなったためでもあった。
WWFには1982年3月より登場、当初はNWA時代後期と同様にヒールであったが（マネージャーはキャプテン・ルー・アルバーノ）、当時のWWFヘビー級王者ボブ・バックランドとの抗争を通し、一連のハイフライ・ムーヴにより観衆の喝采を集めベビーフェイスに転向。その後はバディ・ロジャースがマネージャー役に就くなど、バックランドやアンドレ・ザ・ジャイアントと並ぶ人気者となり、次期WWF王者の有力候補と噂された。

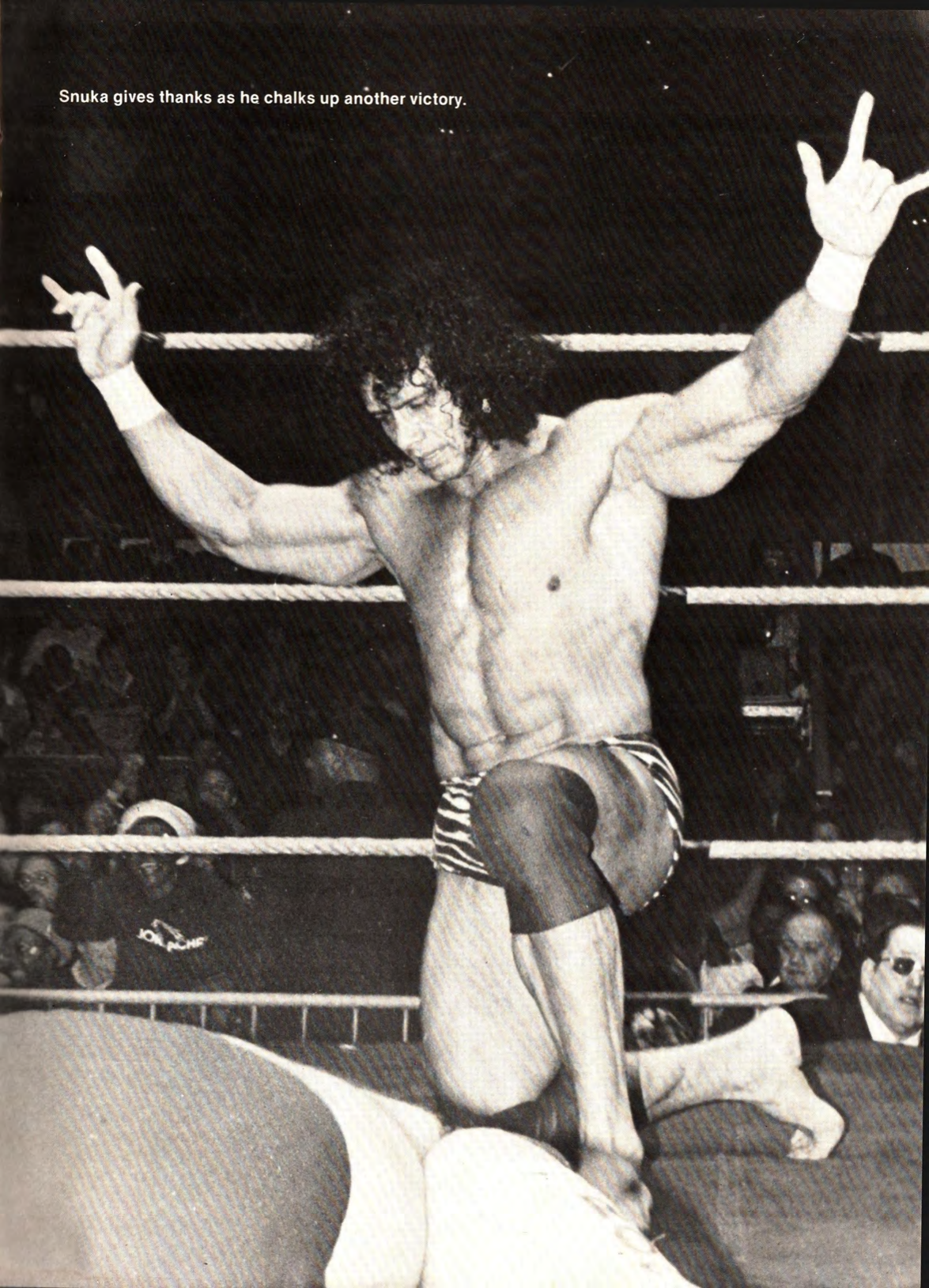
WWF移籍後（1983年）

1983年10月17日にニューヨークのマディソン・スクエア・ガーデンにて行われたドン・ムラコとの金網マッチでは、金網最上段からのスーパーフライを敢行。この試合をリングサイド3列目で見ていたプロレスラー志望の大学生ミック・フォーリーは、これがきっかけで本気でレスラーになることを決めたという。以降もWWFに定着し、1984年にビンス・マクマホン・ジュニアの新体制下でスタートした全米侵攻にも、ハルク・ホーガン、アンドレ、サージェント・スローターなどと共に、ベビーフェイスの主力として参加。ロディ・パイパーのインタビューコーナー『パイパーズ・ピット』への出演に端を発するパイパーとの抗争は、歴史的イベント『レッスルマニア』第1回大会への伏線ともなった。
1985年5月、当時WWFと提携関係にあった新日本プロレスに初参戦。5月13日に大分県立総合体育館において、藤波辰巳が保持していたWWFインターナショナル・ヘビー級王座に挑戦した。同年11月に開催されたIWGPタッグ・リーグ戦には、同じく同年より新日本へ移籍していたブロディとのコンビを再結成して出場し、トップの戦績で決勝進出を果たしたが、自分達ではなく藤波&木村健吾を優勝チームとしていた新日本側のブックにブロディが反発したため、12月12日の宮城県スポーツセンターでの決勝戦出場をボイコット。仙台への移動のために上野駅で乗車した東北新幹線を発車直前にブロディと下車した後、新日本の外国人選手の定宿であった京王プラザホテルを無断でチェックアウトした上で（外国人選手は仙台からの帰京後にチェックアウトすることになっていた）、近隣にあるホテルセンチュリーハイアットへ直行して突然の離日。しかし、反発したのはブロディ個人であり、スヌーカは事情がわからないまま巻き込まれただけであったため、翌1986年5月より新日本プロレスに再登場。6月6日の札幌中島体育センター大会ではワイルド・サモアンと組んで藤波&木村のIWGPタッグ王座に挑戦した。
その間、アメリカでは1985年下期にWWFを離脱し、1986年よりAWAに参戦。AWAがWWFのレッスルマニアに対抗して開催したイベント "WrestleRock" ではタッグマッチでブロディとも対戦している（スヌーカ&グレッグ・ガニアVSブロディ&ノード・ザ・バーバリアン。同イベントには当時のAWA世界ヘビー級王者ハンセンも出場）。1987年11月にはブロディとともに全日本プロレスに復帰、同年および翌1988年のブロディ死去後の世界最強タッグ決定リーグ戦に出場した（1988年のパートナーはタイガーマスク）。
1989年よりWWFに復帰し、ベテランの中堅として1992年2月まで所属。1991年4月には、ジ・アンダーテイカーのレッスルマニア初戦の相手も務めた。その後はインディー団体を転戦しつつ、初期のECWへも参戦。1992年4月25日に初代ECW世界ヘビー級王者に認定されている。1995年7月にはWARに来日、バックランド&ミル・マスカラスと組んで6人タッグマッチに出場した。

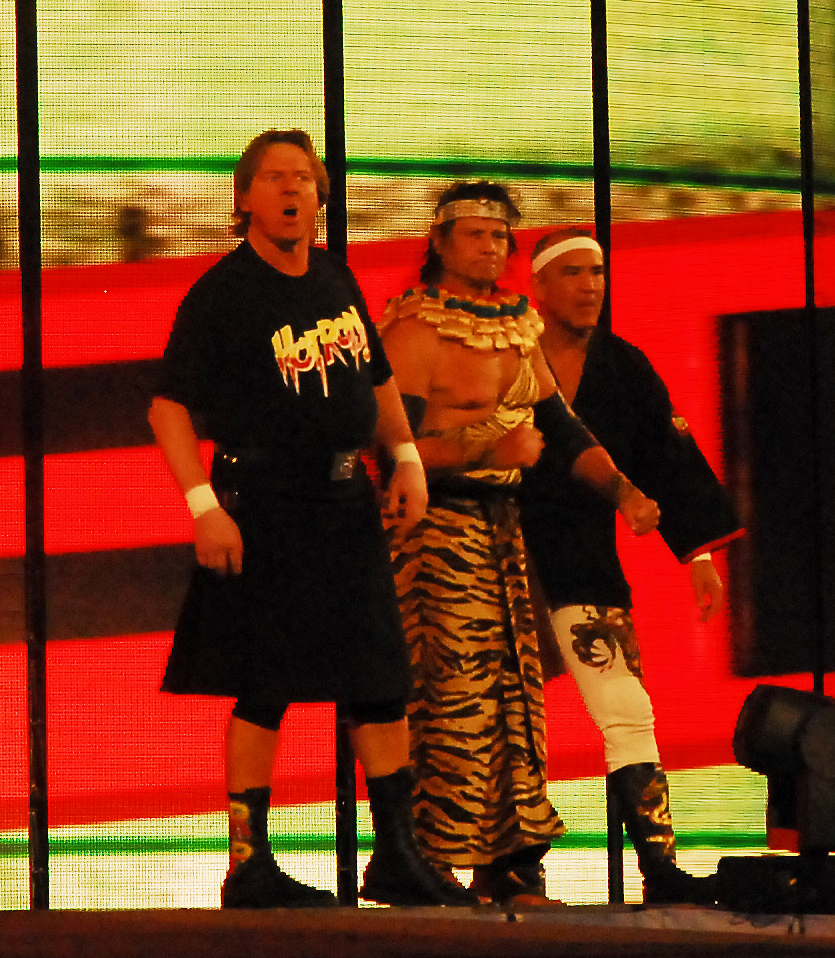
（左から）レッスルマニア25でのパイパー、スヌーカ、スティムボート（2009年）

1996年にWWF殿堂に迎えられ、2001年にはWCWにも出場。2004年にWWEとレジェンド契約を結び、折を見てストーリーラインに絡み、試合にも出場。2009年4月のレッスルマニア25では、因縁のパイパー&スティムボートとレジェンド軍を結成（セコンド役はフレアー）、クリス・ジェリコとのハンディキャップ形式のエリミネーション・マッチを行った。その後も2014年にかけて、各地のインディー団体にスポット参戦していた。
2015年9月1日、第三級殺人罪および過失致死傷罪の容疑で逮捕された。1983年5月に交際していた女性がモーテルで意識不明となり、後に死亡した事件に関わったとされる。逮捕当時、スヌーカは胃癌の治療を受けており、逃亡の恐れはないとして10万ドルの保釈金を支払い釈放されたが、WWEはホームページからスヌーカに関する情報を削除した。
2016年6月、スヌーカは認知症を患っており、裁判を続けられる状態ではないと判断された。12月にはスヌーカのコンピテンシー公聴会（被告が裁判を続ける能力があるかどうかを確かめるために行われる会合）が予定されていたが、スヌーカはホスピスに入院中であり、末期の胃癌により余命いくばくもないと診断されていたことが明らかにされた。
2017年1月15日、73歳で死去。スヌーカの記事を削除していたWWE.comにおいても訃報が伝えられた。

## 得意技
スーパーフライ（スーパーフライ・スプラッシュ）
基本的にはコーナーポスト最上段から繰り出されるが、試合中盤にスワンダイブ式で放たれることもあった。スヌーカの代名詞ともいえる技である。
ダイビング・ヘッドバット
上記のスーパーフライはダイビング・ヘッドバットとして繰り出されることもあった。フォーム的にはダイナマイト・キッドのそれに近い。
シュミット式バックブリーカー
スーパーフライを放つ際の繋ぎ技として使用。
フライング・クロス・ボディ
この技も「飛獣」の異名の通り、豪快かつ美しいフォームから繰り出した。
バックハンド・チョップ
ミッドアトランティック地区では、同じくバックハンド・チョップを得意技としていたリッキー・スティムボートやリック・フレアーとのチョップの応酬も見られた。
ヘッドバット
ボボ・ブラジルのココバットのように、その場でジャンプして高い打点から打ち落とす。
ジャンピング・ヒップ・アタック
打点の高さは、同じくこの技の第一人者とされたチャボ・ゲレロ・シニアをも上回った。
リープ・フロッグ
ロープワークの一種でロープの反動で返ってきた相手を開脚ジャンプでかわす見せ技。相手を正面から飛び越え、かわした反動で後方から戻ってきた相手をまたかわし、またその反動で正面から戻ってきた相手にバックハンド・チョップを決めて見得を切るという流れも得意にしていた。そのダイナミックなフォームはマスカラスのそれをも凌ぐ程のもので、鉄人ルー・テーズをして「グッド・ジョブ」と言わしめた。

## 獲得タイトル
パシフィック・ノースウエスト・レスリング
- NWAパシフィック・ノースウエスト・ヘビー級王座：6回[10]
- NWAパシフィック・ノースウエスト・タッグ王座：8回（w / フランキー・レイン×2、ダッチ・サベージ×6）[46]

NWAオールスター・レスリング
- NWAカナディアン・タッグ王座（バンクーバー版）：1回（w / ドン・レオ・ジョナサン）[47]

NWAビッグタイム・レスリング
- NWAテキサス・ヘビー級王座（ダラス版）：1回[11]
- NWAテキサス・タッグ王座（ダラス版）：1回（w / ジノ・ヘルナンデス）[48]

ミッドアトランティック・チャンピオンシップ・レスリング
- NWA USヘビー級王座（ミッドアトランティック版）：1回[14]
- NWA世界タッグ王座（ミッドアトランティック版）：2回（w / ポール・オーンドーフ、レイ・スティーブンス）[15]
  - オーンドーフとのタッグでは1978年12月にバロン・フォン・ラシク&グレッグ・バレンタイン、スティーブンスとのタッグでは1980年6月22日にリッキー・スティムボート&ジェイ・ヤングブラッドからそれぞれ奪取[15]。スティーブンスは1983年にWWF入りし、かつてのパートナーだったスヌーカを裏切り者扱いして抗争を展開した[22]。

ジョージア・チャンピオンシップ・レスリング
- NWAナショナル・タッグ王座（ジョージア版）：1回（w / テリー・ゴディ）[49]
  - 1981年7月6日にテッド・デビアス&スティーブ・オルソノスキーから奪取[49]。当時、ゴディはファビュラス・フリーバーズの盟友マイケル・ヘイズと一時的に仲間割れしてスヌーカを新パートナーとしており、スヌーカもゴディに合わせてコスチュームにテンガロンハットを被っていた。

イースタン・チャンピオンシップ・レスリング
- ECW世界ヘビー級王座：2回[34]
- ECW世界TV王座：1回

全日本プロレス
- 世界最強タッグ決定リーグ戦 優勝：1回（1981年）（w /ブルーザー・ブロディ）

ワールド・レスリング・フェデレーション
- WWF殿堂：1996年度（インダクターはドン・ムラコ）[50]

## マネージャー
- ジン・アンダーソン（MACW）
- キャプテン・ルー・アルバーノ（WWF）
- バディ・ロジャース（WWF）